# Agaresuchus
Agaresuchus es un género extinto de cocodrilo eusuquio alodaposúquido de España del Cretácico superior. Tiene relación con el otro género español Lohuecosuchus (de Lo Hueco). Agaresuchus se divide en dos especies.

## Historia

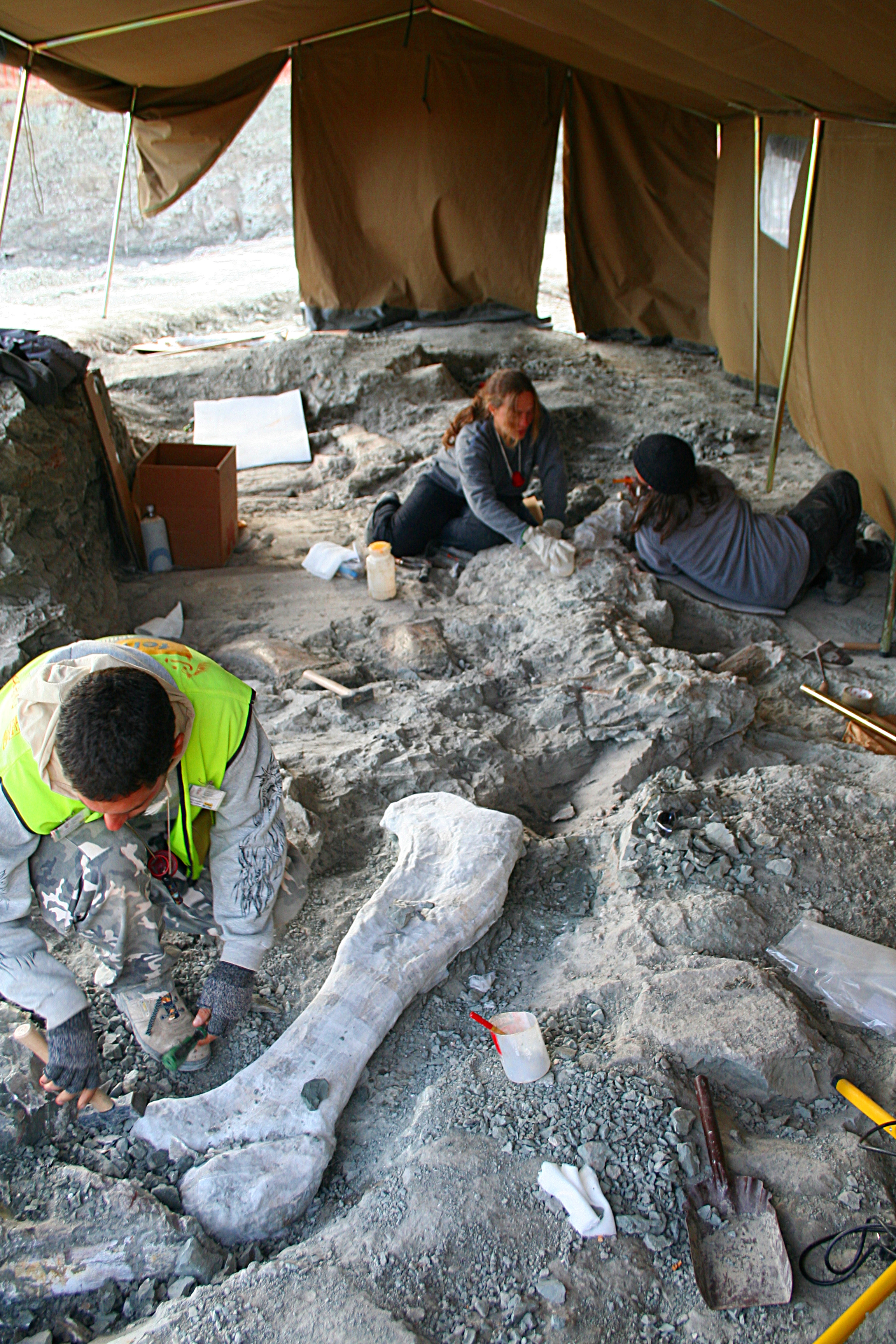
Lo Hueco, el yacimiento donde se descubrió el género.

Agaresuchus y  Lohuecosuchus se diferencian de tener el cráneo más alargado y unos dientes más separados y menos grandes. Agaresuchus solo es conocido por una mandíbula inferior con una vértebra cervical, el material holotipo es catalogado como HUE-02502, hallada en una capa Campaniana y Maastrichtiana de la formación Villalba de la Sierra, en el sitio fósil Lo Hueco, en España en la península ibérica, la especie desde entonces es conocida como Agaresuchus fontinensis, por Narváez et al, en 2016. El cráneo mide 430 milímetros, también se muestra cuatro dientes maxilares, y líneas laterales en las dos muestras son anteriormente convexas. Un material fósil de la formación Conques del Maastrichtiano superior del grupo Tremp, catalogado como MPZ 2012/288, se trata de un cráneo casi completo, que muestra su presencia de proceso posterior de las nasales entre el frontal y los prefrontales, también tiene la presencia de la nariz en forma de almendra. Puértolas-Pascual et al, fue quien dio el nombre a la especie, Agaresuchus subjuniperus, en 2013.

## Paleoeocología

### Formación Villalba de Sierra
En la formación Villalba de la Sierra, se hallaron varios fósiles de dinosaurios, así como tortugas, cocodrilos, ranas, etc, también plantas, se han hallado fósiles de una tortuga bothremídida no identificada, también un titanosaurio indeterminado, un cocodrilo eusuquio indeterminado, restos de un vegetal carbonizado, un molde interno de un gasterópodo indeterminado.

### Formación Conques
En la formación Conques, se hallaron varios fósiles, pero casi todos sin determinar, los fósiles conocidos en la formación, son los restos de un hadrosaurio indeterminado.